# 1407
1407 (MCDVII) a fost un an comun al calendarului iulian, care a început într-o zi de sâmbătă.

## Evenimente
- Pipo de Ozora (n. Filippo Scolari) devine comite de Timiș.

## Nașteri
- dată necunoscută: Lorenzo Valla scriitor, filolog și umanist italian (d. 1457)
- dată necunoscută: Ioan de Hunedoara voievod al Transilvaniei (d. 1456)

## Decese
- 25 decembrie: Henric al III-lea al Castiliei  (n. 1379)
- 23 noiembrie: Ludovic I, Duce de Orléans  (n. 1372)
- dată necunoscută: Andronic al V-lea Paleologul co-împărat al Imperiului Bizantin (n. 1400)